# Okręg Szkolny Białostocki
Okręg Szkolny Białostocki (OSB) - jeden z okręgów szkolnych II RP, utworzony 3 maja 1922 roku rozporządzeniem Ministra Wyznań Religijnych i Oświecenia Publicznego z dnia 3 maja 1922 roku, o utworzeniu okręgu szkolnego białostockiego z siedzibą kuratora w Białymstoku.
Rozporządzenie weszło w życie 16 maja 1922 roku.
Kuratorzy Białostoccy.
1922–1925. Ignacy Pytlakowski.
1925–1927. Zygmunt Gąsiorowski.
W 1927 roku z Okręgów Szkolnych Białostockiego i Poleskiego wydzielono obszar województwa nowogródzkiego i włączono go do kompetencji Okręgu Szkolnego Wileńskiego, rozporządzeniem Ministra Wyznań Religijnych i Oświecenia Publicznego z dnia 24 lutego 1927 roku, o zmianie granic okręgów szkolnych białostockiego, poleskiego i wileńskiego, (Dz.U. 1927, Nr 20, poz. 155-157).
Okręg Szkolny Białostocki został zniesiony w 1927 roku, rozporządzeniem Ministra Wyznań Religijnych i Oświecenia Publicznego z dnia 24 sierpnia 1927 roku o zniesieniu okręgu szkolnego białostockiego, a jego kompetencje przejął Okręg Szkolny Warszawski.

## Okręg w PRL
Po wojnie, na podstawie ustawy z 4 czerwca 1920 r. o tymczasowym ustroju szkolnym, wyszło rozporządzenie Rady Ministrów z 5 września 1946 roku, o okręgach szkolnych. Rozporządzenie to weszło w życie 9 października 1946 roku, i na nowo utworzono Okręg Szkolny Białostocki, obejmujący swoim zasięgiem powojenne województwo białostockie.